# Suzuki Vitara (2015)
La Suzuki Vitara è un'autovettura compatta con carrozzeria di tipo SUV prodotta dalla casa automobilistica giapponese Suzuki a partire dal 2015. 
Sostituisce il vecchio modello di Suzuki Vitara, prodotto dal 1988 al 1998.
Come il modello precedente, in Giappone, fino al 2024, venne denominata Suzuki Escudo.

## Profilo e tecnica
La quarta generazione della Vitara è stata presentata al salone dell'automobile di Parigi del 2014.
Rispetto alla Suzuki Grand Vitara che sostituisce è di 125 mm più corto, 85 mm più basso, 35 mm più stretto e con un passo di 140 millimetri più corto. La cilindrata del motore è stata ridotta di 0,8 litri.
La sua produzione avviene nello stabilimento Suzuki Magyar.
Il volume di carico del bagagliaio con i sedili in uso è di 375 litri, mentre con i sedili abbattuti è di 1120 litri. I motori disponibili sono un diesel e due benzina. I motori a benzina sono un 1,6 da 120 CV avente l'iniezione nel collettore di aspirazione e un 1,4 da 140 CV a iniezione diretta turbo della Vitara S; l'unità diesel, di origine Fiat, è un turbo common rail da 1,6 litri con 120 CV. Tutti i motori possono essere abbinati alle quattro ruote motrici. I modelli a benzina possono essere equipaggiati con un cambio automatico a sei marce della Aisin, mentre la variante diesel è disponibile con un cambio automatico a doppia frizione di origine Fiat a 6 velocità.

## Evoluzione

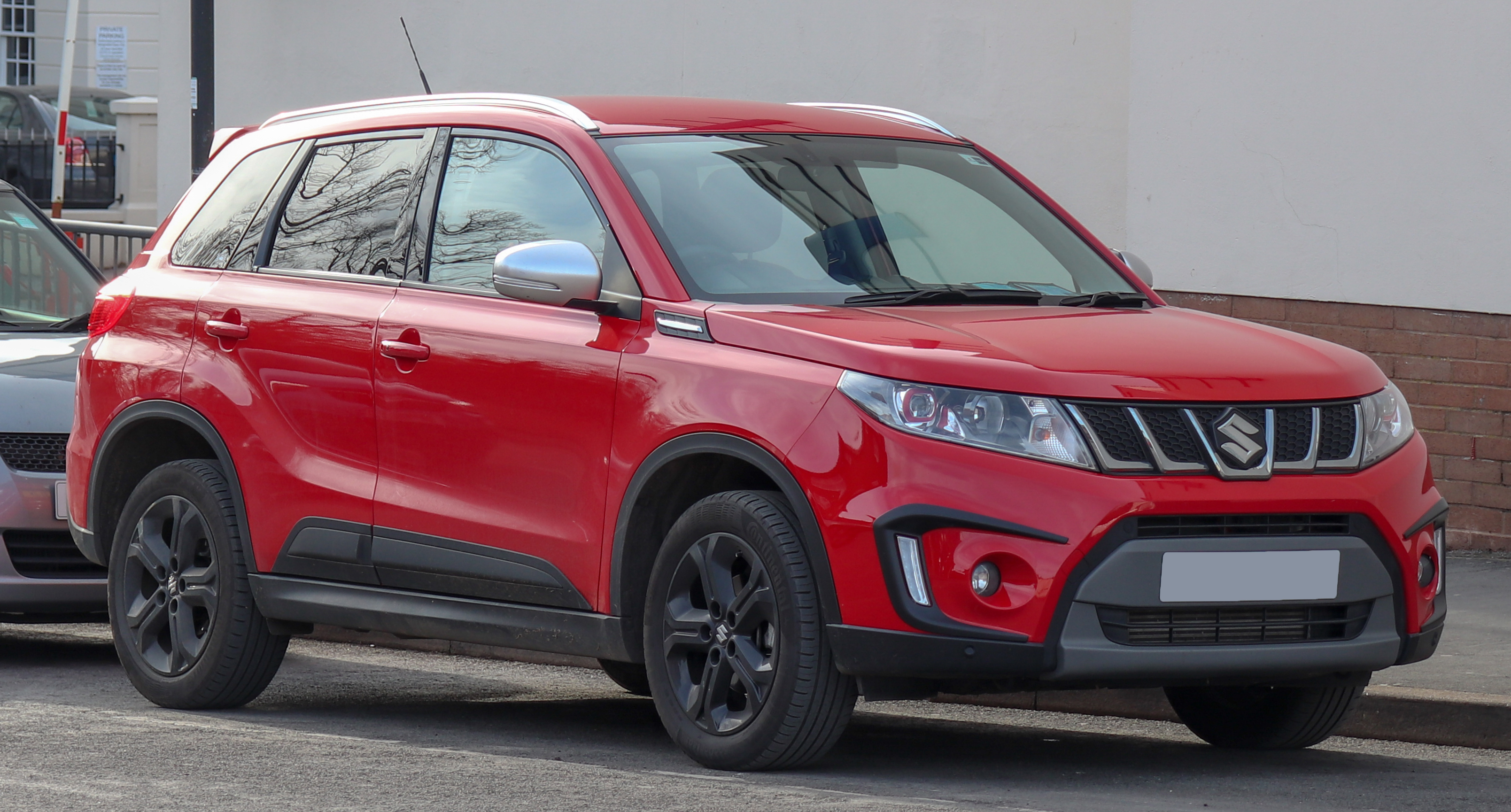
Restyling 2018 della Vitara S All Grip

Suzuki ha introdotto dopo il lancio all'inizio del 2016 una versione speciale chiamata Vitara S o Vitara Sport in alcuni mercati. La Vitara S presenta un motore turbo benzina da 1.4 litri da 140 CV, che eroga il 20% di potenza e il 40% di coppia in più rispetto al motore a benzina da 1,6 litri. La Vitara S è disponibile con la trazione integrale chiamata 4WD Allgrip. La Vitara S viene fornita con diverse modifiche estetiche rispetto agli altri allestimenti della Vitara, tra cui sedili sportivi in pelle con cuciture rosse, pedaliera sportiva in alluminio, una griglia anteriore dedicata a cinque feritoie e cerchi in lega di color nero.

### Restyling 2018
Nell'autunno 2018, Suzuki ha apportato alcune modifiche alla Vitara come parte di un restyling. Il cambiamento più importante è l'eliminazione dei precedenti motori 1.6 litri benzina e diesel a favore dei motori turbo benzina con cilindrata 1.0 e 1.4 già impiegati da altri modelli Suzuki. Modifiche sono state apportate alla estetica e carrozzeria tra cui alla griglia, le luci posteriori, i cerchi, il cruscotto e l'aspetto delle plastiche interne.
La versione Suzuki Vitara Hybrid MY 2021 disponibile con un cambio automatico a sei rapporti, monta il motore 1.4 Boosterjet Hybrid da 129 CV con un motore elettrico da 48V che svolge anche le funzioni di alternatore e motorino di avviamento, una batteria agli ioni di litio e un convertitore 48-12V.

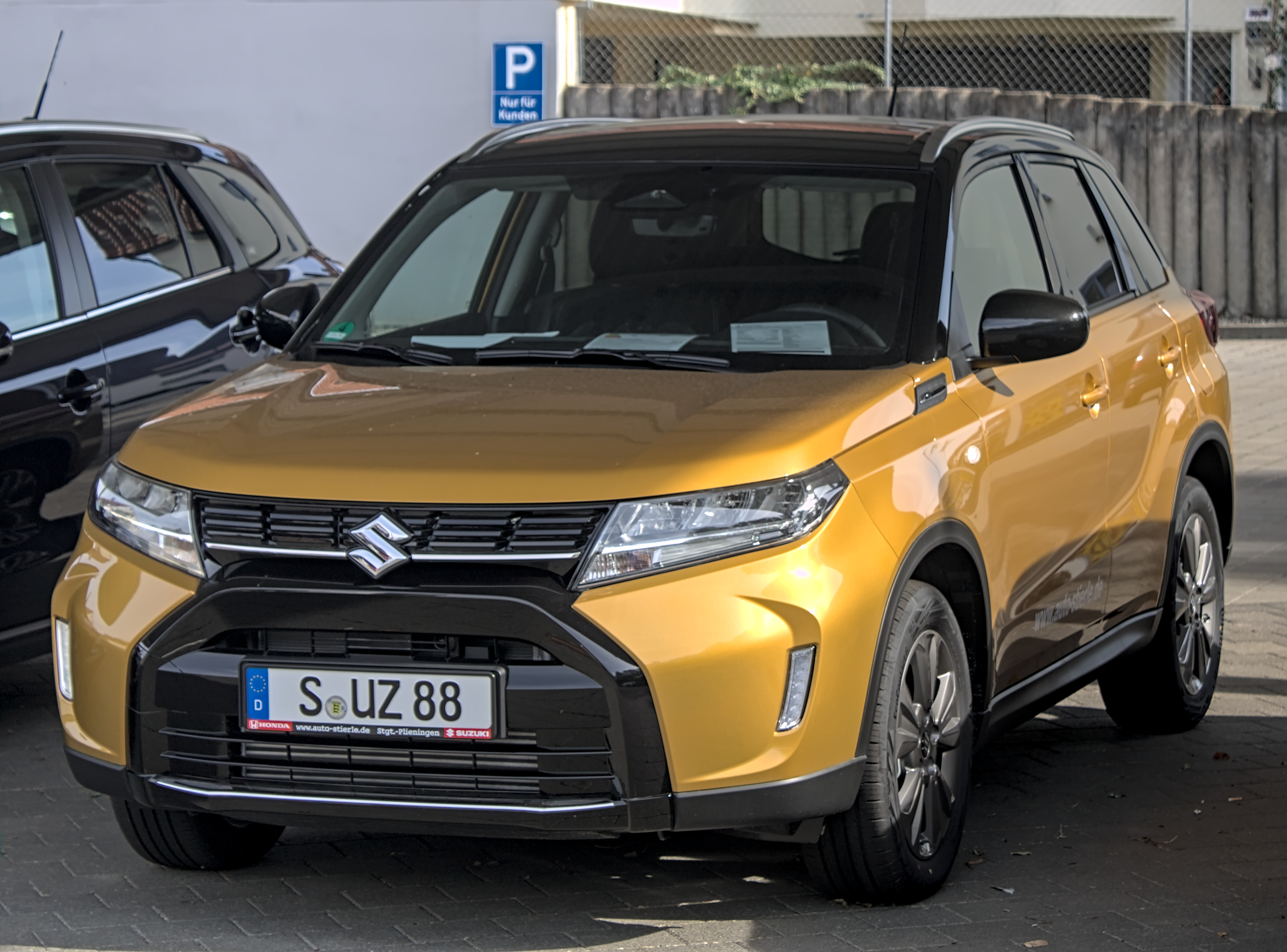
Restyling 2024

Nel marzo 2022 viene introdotta la Vitara con motore full-hybrid: tale sistema è composto da un motore termico a benzina 1.5 DualJet K15C da 1.462 cm³ con un rapporto di compressione 13:1, che eroga 102 CV a 6000 giri/min e una coppia massima di 138 Nm a 4400 giri/min abbinato a un sistema BSG da 33 CV e 60 Nm. La potenza complessiva è di 114 CV. Il sistema ibrido è abbinato a tre batterie: una agli ioni di litio titanato a 140 V con una capacità di 0,84 kWh collocata nel doppiofondo sotto il baule che svolge la funzione di batteria di trazione. Una batteria al piombo a 12V è presente nel vano motore e uno al litio a 12V sotto il sedile del guidatore. Le due batterie a 12V gestiscono il BSG che svolge le funzioni di motorino di avviamento, alternatore e alimentano i sistemi di bordo durante la guida in modalità elettrica. Il cambio è un robotizzato a sei rapporti. La trazione è anteriore oppure integrale AllGrip di tipo tradizionale con albero di trasmissione che collega il motore benzina al retrotreno e permette di sfruttare le quattro ruote motrici anche a batterie scariche.

### Restyling 2024
Un secondo restyling è stato presentato nell'aprile 2024, che ha interessato in particolare modo il frontale. Altri cambiamenti ci sono stati sul lato motori, che ora soddisfano lo standard sulle emissioni Euro 6e.

### Motorizzazioni
| Modello                        | Disponibilità    | Motore      | Cilindrata (cm³) | Potenza CV (kW)/rpm | Coppia massima Nm/rpm | Velocità max (km/h) | 0–100 km/h (secondi) | Consumo medio (l/100km) | Emissioni CO2 (g/km)      |
| 1.6 VVT                        | dal 2015 al 2019 | Benzina     | 1586             | 120 (88)/6000       | 156/4400              | 180                 | 11,0                 | 5,3                     | 123                       |
| 1.6 VVT A/T                    | dal 2015 al 2019 | Benzina     | 1586             | 120 (88)/6000       | 156/4400              | 180                 | 11,0                 | 5,5                     | 127                       |
| 1.6 VVT 4WD AllGrip            | dal 2015 al 2019 | Benzina     | 1586             | 120 (88)/6000       | 156/4400              | 180                 | 11,0                 | 5,6                     | 130                       |
| 1.6 VVT 4WD AllGrip A/T        | dal 2015 al 2019 | Benzina     | 1586             | 120 (88)/6000       | 156/4400              | 180                 | 11,0                 | 5,7                     | 131                       |
| 1.0 Boosterjet                 | dal 2018 al 2020 | Benzina     | 998              | 111 (82)/5500       | 170/2000              | 180                 | 12,0                 | 5,3 (WLTP)              | 139 (WLTP)                |
| 1.0 Boosterjet A/T             | dal 2018 al 2020 | Benzina     | 998              | 111 (82)/5500       | 170/2000              | 180                 | 12,5                 | 5,7 (WLTP)              | 153 (WLTP)                |
| 1.0 Boosterjet 4WD AllGrip     | dal 2018 al 2020 | Benzina     | 998              | 111 (82)/5500       | 170/2000              | 175                 | 12,5                 | 5,7 (WLTP)              | 162 (WLTP)                |
| 1.0 Boosterjet 4WD AllGrip A/T | dal 2018 al 2020 | Benzina     | 998              | 111 (82)/5500       | 170/2000              | 165                 | 13,0                 | 6,0 (WLTP)              | 176 (WLTP)                |
| 1.4 Boosterjet                 | dal 2018 al 2020 | Benzina     | 1373             | 140 (103)/5500      | 220/1500              | 200                 | 10,2                 | 5,8 (WLTP)              | 146 (WLTP)                |
| 1.4 Boosterjet A/T             | dal 2018 al 2020 | Benzina     | 1373             | 140 (103)/5500      | 220/1500              | 200                 | 10,5                 | 5,9 (WLTP)              | 160 (WLTP)                |
| 1.4 Boosterjet 4WD AllGrip     | dal 2015 al 2020 | Benzina     | 1373             | 140 (103)/5500      | 220/1500              | 200                 | 11,0                 | 5,4-5,9 (WLTP)          | 127-169 (WLTP)            |
| 1.4 Boosterjet 4WD AllGrip A/T | dal 2015 al 2020 | Benzina     | 1373             | 140 (103)/5500      | 220/1500              | 200                 | 11,5                 | 5,5-6,1 (WLTP)          | 128-174 (WLTP)            |
| 1.4 Hybrid                     | dal 2020         | Mild hybrid | 1373             | 129 (95)/5500       | 235/2000              | 190                 | 10,2                 | 4,6 (WLTP)-5,4 (WLTP)   | 121 (122 Starview) (WLTP) |
| 1.4 Hybrid A/T                 | dal 2020 al 2022 | Mild hybrid | 1373             | 129 (95)/5500       | 235/2000              | 190                 | 10,2                 | 4,6 (WLTP)              | 129 (WLTP)                |
| 1.4 Hybrid 4WD AllGrip         | dal 2020         | Mild hybrid | 1373             | 129 (95)/5500       | 235/2000              | 190                 | 10,2                 | 4,9 (WLTP)-5,9 (WLTP)   | 132 (WLTP)                |
| 1.4 Hybrid 4WD AllGrip A/T     | dal 2020 al 2022 | Mild hybrid | 1373             | 129 (95)/5500       | 235/2000              | 190                 | 10,2                 | 4,9 (WLTP)              | 142 (WLTP)                |
| 1.5 Hybrid A/T                 | dal 2022         | Full hybrid | 1462             | 114 (84)/6000       | 138/4400              | 180                 | 10,2                 | 4,6 (WLTP)-5,4 (WLTP)   | 121 (WLTP)-119 (WLTP)     |
| 1.5 Hybrid 4WD AllGrip A/T     | dal 2022         | Full hybrid | 1462             | 114 (84)/6000       | 138/4400              | 180                 | 10,2                 | 4,9 (WLTP)-5,9 (WLTP)   | 132 (WLTP)-130 (WLTP)     |
| 1.6 DDiS                       | dal 2015 al 2019 | Diesel      | 1598             | 120 (88)/3750       | 320/1750              | 180                 | 11,0                 | 4,0                     | 106                       |
| 1.6 DDiS 4WD AllGrip           | dal 2015 al 2019 | Diesel      | 1598             | 120 (88)/3750       | 320/1750              | 180                 | 11,0                 | 4,2                     | 111                       |
| 1.6 DDiS 4WD AllGrip DCT       | dal 2015 al 2019 | Diesel      | 1598             | 120 (88)/3750       | 320/1750              | 180                 | 11,0                 | 4,5                     | 118                       |